# Emmerich Alexius Swoboda von Wikingen
Emmerich Alexius Carolus Swoboda von Wikingen, eigentlich Emmerich Alexius Carolus Swoboda, (* 17. Juli 1849 in Wörth bei Gloggnitz; † 1. Februar 1920 in Wien) war ein österreichischer Bildhauer.

## Leben und Werk
Sein Vater war der Bauzeichner Karl Swoboda, sein Bruder der Architekt Albert Constantin Swoboda (1853–1941). Er studierte ab 1868 an der Akademie der bildenden Künste in Wien, zunächst bei Franz Bauer und nach dessen Tod 1872 bei Carl Zumbusch. Er erhielt ein zweijähriges Staatsstipendium für Rom (Rom-Preis) und arbeitete danach im Atelier von Zumbusch am Beethoven- und am Maria-Theresien-Denkmal mit. Anschließend erhielt er zahlreiche eigene Aufträge wie das Bramantedenkmal vor dem Künstlerhaus, Skulpturen für das Kunsthistorische Museum (Ausschmückung im niederländischen Saal, Genien in der Parterrekuppel), das Naturhistorische Museum, die Akademie der bildenden Künste, die niederösterreichische Handels- und Gewerbekammer, das Parlament (Numa Pompilius für den Sitzungssaal) und die Neue Burg (Statuen des Bürgers und der Pomona), das Rokitanskydenkmal für den Arkadenhof der Universität Wien, Skulpturen für städtische Schulen und Privatgebäude sowie Grabdenkmäler (Wien, Prag, Troppau), Reiterstatuetten (Franz Joseph I., Erzherzog Franz Ferdinand) und Porträtbüsten.
Im Oktober 1917 erfolgte die Änderung des Familiennamens von Swoboda zu Swoboda von Wikingen.
Sein Sohn war der Kunsthistoriker Bruno Maria Wikingen (* 1894).